# Сорока, Осия Петрович
Осия Петрович Сорока (1927—2001) — советский и российский переводчик англоязычной литературы, писатель-эссеист. Известен в первую очередь переводами американской литературы XX века и пьес Шекспира.

## Биография
Родился на Волыни, рос в Славуте, во время войны жил в эвакуации в Сузаке. Учился в Литературном институте, окончил Институт иностранных языков и его аспирантуру. Член Союза писателей СССР (1976). Публиковался в журнале «Иностранная литература». В 1970—1980-е годы жил в Обнинске, Калуге. Затем переехал в Израиль, где и умер.

## Творчество
Переводил прозу Фолкнера (в числе прочих, ему принадлежит выдающийся перевод романа «Шум и ярость»), Хаксли, Малькольма Лаури, Скотта Фицджеральда, Джона Стейнбека, Джона Чивера, Джона Ле Карре, Джеймса Олдриджа и др. С 1970-х годов переводил Шекспира, перевёл 10 его пьес (Мера за меру. Король Лир. Буря. — М.: «Известия», 1990; сводное издание: Комедии и трагедии. М.: Аграф, 2001).
Шекспира в его переводах ставили Анатолий Васильев, Адольф Шапиро, Сергей Женовач, Роман Козак, Игорь Яцко, Юрий Бутусов, Антон Яковлев, Нина Чусова и др., эта многолетняя работа привлекает внимание лингвистов-переводоведов. Работал над книгой историко-литературных новелл-эссе «В поисках спасения» (опубликованы лишь несколько фрагментов).

## Эссеистика
- «В моей пьесе видят положительно не то…» // Современная драматургия. — 2002. — № 4. — С. 193—199
- [lib.ru/SHAKESPEARE/shks_soroka.txt Загадки Шекспира]
- Как Чехов писал стихи